# 赤崎加林
赤崎 加林（あかさき かりん、1974年1月7日 - ）は、関西を中心に活動するフリーアナウンサー。神戸海星女子学院高等学校、同志社大学法学部卒業。上海外国語大学留学。松竹芸能に所属。血液型O型。

## 概要
NHK大阪放送局｢とっておき関西おひるまえ｣、月 - 金帯の公開生放送番組でメインキャスターを務める。ゲストトーク、料理、園芸など様々なジャンルを伝え、「赤崎加林の絵手紙の旅」のリポーターも務めた。書家の榊莫山やイラストレーターの成瀬國晴とも一緒に旅をした。
そのほか、テレビ・ラジオの情報番組や経済番組のキャスター､パーソナリティー､リポーターを務める。生放送のレギュラー番組が多い。
旅好きが高じて、国内旅行業務取扱管理者を取得した。夫の転勤で、日本各地に住んで楽しみ、栃木では栃木放送で約8年間、生ワイド情報番組のラジオパーソナリティーを務めた。「赤崎加林のとちぎぷらぷら」コーナーでは、栃木県内各地に取材に行き、そのフットワークの軽さには番組内でも驚かれていた。那珂川町ふるさと大使にも就任した。
関東のゆずの里（栃木・那珂川町、東京・青梅）の魅力発信のため、手作りゆずこしょうのワークショップを開いたり、手作りしたこだわりのゆずこしょうをゆずの産地ごとに分けて、販売している。
各種式典やコンサートの司会、トークショー、シンポジウムのコーディネーターなども務める。
栃木放送では、ラジオ朗読で時代小説の朗読も行う（嶋均三著｢げんごろう｣｢ごんずい｣）。

## 趣味・特技
- 日本旅、散歩、食べ飲み歩き、温泉めぐり
- 国内旅行業務取扱管理者・栃木県那珂川町ふるさと大使・別府八湯温泉道第3396代名人・ホームヘルパー2級・野菜ソムリエ

## 出演番組

### テレビ
- 「とっておき関西おひるまえ｣ - メインキャスター（NHK大阪放送局）
- 「生活ほっとモーニング」リポーター（NHK総合テレビ）
- 「おーいニッポン 今日はとことん大阪府」リポーター（NHKBS2）
- 「ニュース ほっとライン」リポーター（テレビ大阪）
- 「ニュース ほっと5」リポーター（テレビ大阪）
- 「関西発!経済リポート」メインキャスター（日経CNBC）
- 「住まいりんぐ東大阪」案内役（J:COM）
- 「グローバルアイのむらっ娘倶楽部」キャスター（J:COM）
- 「5ミニッツインフォメーション」リポーター（J:COM）
- 「住まいるNavi」リポーター（J:COM）

### ラジオ
- 「ダンディ・エクスプレス」パーソナリティー（ABCラジオ）
- 「ダンディ・サタデー&サンデー」パーソナリティー（ABCラジオ）
- 「甦るABCホームソング」案内役（ABCラジオ）
- 「ラジ関モーニング 三上公也です」→「三上公也の情報アサイチ!」 - 木・金曜アシスタント午前5時50分 - 午前9時生放送（ラジオ関西）
- シモツカル ｰ 水・木曜パーソナリティー 午前9時 - 午後0時半生放送（栃木放送）
- グレート ｰ 水曜パーソナリティー 午前9時 - 午後4時生放送（栃木放送）
- タギル ｰ 水曜パーソナリティー 午前9時 - 午後1時生放送（栃木放送）
- どーも、嶋均三です ｰ 木曜パーソナリティー 午前9時 - 午後1時生放送（栃木放送）